# Jofre Mateu González
Jofre Mateu González (* 24. Januar 1980 in Alpicat, Katalonien) ist ein spanischer Fußballspieler, der seit Sommer 2012 beim FC Girona unter Vertrag steht.

## Spielerkarriere

### B-Teams
Jofre stammt aus der Jugend des FC Barcelona. Bei den Katalanen spielte er von 1996 bis 2000 vier Jahre regelmäßig im Mittelfeld. Sein Debüt gab er bereits im Alter von 17 Jahren. Schon in seiner Premieren-Saison stieg Jofre mit Barça B in die Segunda División B ab. In der folgenden Saison gelang jedoch die direkte Rückkehr in den bezahlten Fußball, gefolgt vom erneuten Abstieg. In der Spielzeit 1999/2000 verbrachte Jofre noch ein Jahr bei Barças B-Team in der Segunda División B, ehe er 2000 zu Mallorca B, einem weiteren Drittligisten wechselte. Auch auf Mallorca konnte sich Jofre durchsetzen, so dass er zu Barça B zurückging und die Hoffnung schöpfte sich eventuell doch noch bei Barça durchzusetzen. Trotz 42 Spielen und sieben Tore in der Saison 2001/2002 war für Jofre die Laufbahn in Barcelona beendet.

### Profifußball
Im Sommer 2002 wechselte Jofre zum abstiegsgefährdeten Zweitligisten UD Levante. Entgegen allen Erwartungen erreichte er mit UD Levante im ersten Jahr den vierten Platz und verpasste nur knapp den Aufstieg. Ein Jahr später machte es Levante als Tabellenerster besser - Jofre hatte maßgeblichen Anteil am Erfolg mit 37 Einsätzen, in denen er fünf Tore erzielte. In der Erstliga-Saison scheiterte Levante erst am letzten Spieltag am Klassenerhalt im Fernduell mit RCD Mallorca. Trotz des Abstiegs seines Teams blieb Jofre erstklassig. Er ging zum UEFA-Cup-Teilnehmer Espanyol Barcelona. Dieses Mal konnte sein Verein den Klassenerhalt im Fernduell jedoch erreichen. Da er nur zu elf Liga-Einsätzen in der gesamten Spielzeit sowie vier Einsätzen im UEFA Cup kam, verließ er Espanyol bereits nach einem Jahr wieder und schloss sich dem Zweitligisten Real Murcia an.

### Die letzten Jahre
Schon im ersten Anlauf erreichte Jofre mit seiner Mannschaft den Aufstieg in die erste Liga. In Murcia fand Jofre wieder zu alter Stärke zurück und gehört zum Stammpersonal. Nach dem Abstieg 2008 verließ er den Verein und wechselte in die Segunda División zu Rayo Vallecano. Zwei Jahre später schloss er sich dem Ligakonkurrenten Real Valladolid an. Nach zwei Jahren dort wechselte er zum FC Girona.

## Erfolge
- 1997/98 – Aufstieg in Segunda División mit FC Barcelona B
- 2003/04 – Aufstieg in Primera División mit UD Levante
- 2006/07 – Aufstieg in Primera División mit Real Murcia